# Martin Jelínek (astrofyzik)
Martin Jelínek (* 14. prosince 1975, Nymburk) je český astrofyzik.
Jelínek maturoval v r. 1994 na Gymnáziu Na Zatlance v Praze, magisterský titul získal v r. 2002 na Matematicko-fyzikální fakultě Univerzity Karlovy v Praze, titul Ph.D. pak roku 2014 na Facultad de Ciencias v Granadě ve Španělsku. Působí na Astronomickém ústavu Akademie věd České republiky ve skupině Astrofyziky vysokých energií Stelárního oddělení. Je autorem nebo spoluautorem více než stovky odborných prací v oboru astrofyziky záblesků gama.

## Práce a výzkum
Martin Jelínek se již od dob svých vysokoškolských studií věnuje pozorování gama záblesků a vývoji robotických dalekohledů s ním spojených. Účastnil se řady mezinárodních projektů (BOOTES, FRAM, Watcher).
Jelínek ovládá plynně angličtinu a španělštinu. Po několika textech menšího rozsahu přeložil v r. 2020 knihu Neila deGrasse Tysona Dopisy Astrofyzika.

## Ocenění
Kopalova přednáška 2018